# Marciano della Chiana
Marciano della Chiana település Olaszországban, Toszkána régióban, Arezzo megyében. Lakosainak száma 3431 fő (2023. január 1.). Marciano della Chiana Castiglion Fiorentino, Lucignano, Monte San Savino, Arezzo és Foiano della Chiana községekkel határos.

## Népesség
A település lakossága az elmúlt években az alábbi módon változott:
| Lakosok száma | 3441 | 3431 | 3431 |
|               | 2017 | 2018 | 2023 |